# Latouche-Tréville (1895)
El Latouche-Tréville fue un crucero acorazado de la Marina Francesa, bautizado con el nombre del Almirante francés Louis-René Levassor de Latouche Tréville.Construido en Le Havre por la Société des Forges et Chantiers de la Méditerranée, formaba parte de la clase Amiral Charner compuesta de cuatro unidades.

## Historial de servicio
Fue botado el 8 de octubre de 1892. El Latouche-Tréville sirvió como buque escuela de la École Navale francesa, antes de ser enviado al Mediterráneo oriental al inicio de la guerra greco-turca de 1897.
Al estallar la Primera Guerra Mundial, el crucero acorazado fue enviado a Casablanca. En octubre de 1914 participó en el bloqueo de Otranto. Operó entre Bizerta y Cerdeña antes de unirse al escuadrón del almirante Émile Paul Amable Guépratte, y tomó parte en el bombardeo de Sukhumi (Abjasia);[cita requerida] distinguiéndose en la acción por la que recibió un telegrama de felicitación del General Henri Gouraud. 
El Latouche-Tréville realizó otras dos patrullas en los Dardanelos, antes de dirigirse a Thessaloniki. Tomó parte en el bloqueo de Grecia tras la Noemvriana (Conflicto entre el gobierno griego y fuerzas anglo-francesas), hasta el final de 1918, cuando regresó a Tolón. 
Fue dado de baja el 26 de junio de 1920, usado como hangar flotante hasta 1925, y desguazado en 1926. 

### Buques de la clase
• Bruix
• Chanzy
•  Amiral Charner

### Listas relacionadas
- Anexo:Cruceros acorazados por país